# Osobowość autorytarna (książka)
Osobowość autorytarna (ang. The Authoritarian Personality) – książka z zakresu psychologii społecznej autorstwa Theodora Wiesengrunda Adorna, Else Frenkel-Brunswik, Daniela Levinsona oraz Nevitta Sanforda, której celem była analiza „charakteru autorytarnego”. Był to pierwszy z pięciu tomów projektu Studies in Prejudice pod redakcją Maksa Horkheimera i Samuela Flowermana, realizowanego przy Uniwersytecie w Berkeley w Kalifornii, a dotyczącego studiów nad uprzedzeniami. Książka krótko po wydaniu stała się pozycją klasyczną psychologii i socjologii.
Książka łączy w sobie badania ilościowe (kilka skal ocen: AS – antysemityzm, F – faszyzm, E – etnocentryzm, PEC – konserwatyzm polityczno-ekonomiczny) oraz jakościowe, jako sposób przezwyciężenia opozycji tego, co ogólne i co szczegółowe. Wśród zastosowanych metod były wywiady i testy.

## Zawartość
Na książkę składa się pięć części, podzielonych na dwadzieścia trzy rozdziały (w nawiasach ich autorzy):
Foreword to studies in prejudice
Preface (Max Horkheimer)
I. Introduction (R. Nevitt Sanford, T. W. Adorno, Else Frenkel-Brunswik, Daniel J. Levinson)
Part I. The measurement of ideological trends
II. The contrasting ideologiesof two college men: a preliminary view (R. Nevitt Sanford)
 III. The study of anti-semitic ideology (Daniel J. Levinson)
 IV. The study of ethnocentric ideology (Daniel J. Levinson)
V. Politico-economic ideology and group memberships in relation to ethnocentrism (Daniel J. Levinson)
VI. Ethnocentrism in relation to some religious attitudes and practices (R. Nevitt Sanford)
VII. The measurement of implicit antidemocratic trends (R. Nevitt Sanford, T. W. Adorno, Else Frenkel-Brunswik, Daniel J. Levinson)
 VIII. Ethnocentrism in relation to intelligence and education (Daniel J. Levinson)
Part II. Personality as revealed through clinical interviews
IX. The interviews as an approach to the prejudiced personality (Else Frenkel-Brunswik)
 X. Parents and childhood as seen through the interviews (Else Frenkel-Brunswik)
 XI. Sex, people, and self as seen through the interviews (Else Frenkel-Brunswik)
XII. Dynamic and cognitive personality organization as seen through the interviews (Else Frenkel-Brunswik)
 XIII. Comprehensive scores and summary of interview results (Else Frenkel-Brunswik)
Part III. Personality as revealed through projective material
XIV. Thematic apperception test in the study of prejudiced and unprejudiced individuals (Betty Aron)
 XV. Projective questions in the study of personality and ideology (Daniel J. Levinson)
Part IV. Qualitative studies of ideology
Introductory remarks (T. W. Adorno)
XVI. Prejudice in the interview material (T. W. Adorno)
 XVII. Politics and economics in the interview material (T. W. Adorno)
XVIII. Some aspects of religious ideology as revealed in the interview material (T. W. Adorno)
 XIX. Types and syndromes (T. W. Adorno)
Part V. Applications to individuals and to special groups
XX. Genetic aspects of the authoritarian personality: case studies of two contrasting individuals (R. Nevitt Sanford)
 XXI. Criminality and antidemocratic trends: a study of prison inmates (William R. Morrow)
 XXII. Psychological psychological ill health in relation to potential fascism: a study of psychiatric clinic patients (Maria Hertz Levinson)
XXIII. Conclusions

### Przekład polski (M. Pańków)
W wydaniu polskim ukazały się rozdziały:
Rozdział I. Wprowadzenie
Część I. Pomiar dyspozycji ideologicznych
Rozdział VII. Pomiar ukrytych dyspozycji antydemokratycznych
Część IV. Jakościowe badania ideologii
Uwagi wstępne
Rozdział XVI. Uprzedzenia na podstawie materiałów z wywiadu
Rozdział XVII. Polityka i gospodarka na podstawie materiałów z wywiadu
Rozdział XVIII. Niektóre aspekty ideologii religijnej na podstawie materiałów z wywiadów
Rozdział XIX. Typy i syndromy